# 1589 en musique classique
| \| • Retour à la chronologie générale de la musique classique • \| |
| Grèce • Rome • Haut Moyen Âge • VIIIe siècle • IXe siècle • Xe siècle • XIe siècle XIIe siècle • XIIIe siècle • XIVe siècle • XVe siècle • XVIe siècle • XVIIe siècle XVIIIe siècle • XIXe siècle • XXe siècle • XXIe siècle |
| • Retour à la chronologie générale de la musique classique • |

| Années en musique classique : 1586 - 1587 - 1588 - 1589 - 1590 - 1591 - 1592    |
| Décennies en musique classique : 1550 - 1560 - 1570 - 1580 - 1590 - 1600 - 1610 |

## Événements
- Seconde « Académie de poésie et de musique », animée par Jacques Mauduit.

## Œuvres
- II Libro de Madrigali a 4-6 voci d'Alessandro Orologio, publié à Dresde.
- Il primo libro de madrigali a sei voci de Jan-Jacob van Turnhout, publié à Anvers.
- Orchésographie, traité de danse publié par Thoinot Arbeau, publié à Langres.

## Naissances
- bapt. le 2 juillet : Guilielmus Messaus, compositeur flamand († 8 mars 1640).
- 8 août : Carlo Filago, organiste et compositeur italien († 23 octobre 1644).

vers 1589 :
- Lorenzo Ratti, compositeur et organiste italien († 10 août 1630).
- Francesco Turini, compositeur et organiste italien ( † 1656).

## Décès
- Wolfgang Figulus, compositeur, théoricien de la musique allemand et Thomaskantor (vers 1525).

Entre 1589 et 1594
- Martin Peudargent, compositeur franco-flamand (* vers 1510).